# 路克·葛瑞格森
路克·葛瑞格森（英語：Luke Gregerson，1984年5月14日—），美國棒球運動員，目前是美國職棒大聯盟聖路易紅雀的後援投手，2006年選秀中被美國職棒聖路易紅雀隊以第28輪856順位選中。葛瑞格森為2017年世界棒球經典賽美國代表隊成員，大會期間三度救援成功，被視為美國隊奪冠的重要功臣，同時他也是2017年美國職棒世界大賽冠軍隊休士頓太空人成員。該年球季結束後與再度與紅雀隊簽下2年1,100萬美金的合約。

## 外部連結
- 球員資訊和成績在MLB ，ESPN ，Retrosheet ，Baseball Reference ，Baseball Reference (Minors) ，Fangraphs ，The Baseball Cube （英文）
- Venezuelan Professional Baseball League statistics （页面存档备份，存于）